# Инчикор
Инчикор (англ. Inchicore; ирл. Inse Chór) — городской район Дублина в Ирландии, находится в административном графстве Дублин (провинция Ленстер).

## Персоналии
- Фелан, Джим (1895—1966) — ирландский писатель.